# Johan Huldt
Johan Huldt, född 1942, död 23 januari 2016, var en svensk designer och inredningsarkitekt.
Johan Huldt blev 2003 professor i design vid Borås högskola. Han var son till arkitekten och rektorn på Konstfack, Åke Huldt och konstnären och matskribenten Märit "Hiram" Huldt. Johan Huldt utbildade sig på Konstfack och på Stockholms universitet. Tillsammans med kollegan Jan Dranger bildade han 1968 möbelföretaget Innovator Design Studio och blev Sveriges kommersiellt mest framgångsrike designer med monterbara möbler av lackerade stålrör med tvättbara dynor i bomull, som "Kuddlådan", fåtöljen "099", stolen "Stuns", rullbordet "Tech Trolley" och fåtöljen/soffan "Baluff". Han öppnade även butikskedjan Basic Design 1978.      
Självständigt har han formgivit över 70 möbler, t.ex. stolarna "Slim" 1981 och "Gazell" 2002. 1996−2002 var han VD för Svensk Form och han har varit ordförande i Svenska inredningsarkitekters riksförbund (SIR).

## Källhänvisningar
- Möbeldesignern och arkitekten Johan Huldt har avlidit, SR.se
- Vad är Designforum Svensk Form?, SvD.se